# Valeria Ripoll
Shirley Valeria Ripoll Fraga (Montevideo, 13 de octubre de 1982) es una funcionaria, panelista de televisión y política uruguaya, perteneciente al Partido Nacional. Fue candidata a la vicepresidencia de la República en las elecciones generales de 2024, conformando la fórmula con Álvaro Delgado.

## Biografía

### Infancia y estudios
Ripoll Fraga nació en 1982 en Montevideo, como la hija mayor de Shirley Fraga, funcionaria de la Administración Nacional de Combustibles, Alcoholes y Portland (ANCAP) y de Néstor Ripoll, suboficial de la Armada Nacional.Tiene una hermana menor, Joana. Criada en el barrio Goes en el seno de una familia católica y de origen catalán, asistió al Colegio del Sagrado Corazón.
A los 14 años se recibió de profesora de órgano y solfeo, después de estudiar por siete años y fue profesora música en un jardín de infantes.A los 16 años comenzó a trabajar en McDonald's y posteriormente como administrativa en la Armada Nacional, donde sirvió como marinero de primera. Realizó el curso de Auxiliar Administrativa Contable y estudios técnicos en Hotelería y Turismo.

### Vida personal
Tiene tres hijos: Celeste (n. 2006), Nahuel (n. 2007) y Julieta (n. 2014). Su hijo varón padece autismo, lo que la ha llevado a ser una activista por los derechos de las personas con trastorno del espectro autista (TEA) y a impulsar la Fundación Abrazo Azul, una organización sin fines de lucro dedicada a apoyar a las familias con niños con este tipo de discapacidad.

El 15 de julio de 2005 contrajo matrimonio con Ricardo Azanza de quien años más tarde se divorció.
Está casada con Martín Corujo desde 2019, aunque están juntos desde 2008.

## Ámbito sindical
En 2007 ganó un llamado a concurso de la Intendencia de Montevido e ingresó a trabajar como funcionaria al Planetario Municipal.Debido a este empleo se afilió a la Asociación de Empleados y Obreros Municipales (ADEOM), sindicato que nuclea a los funcionarios de la comuna.En los años siguientes fue trasladada al Jardín Botánico y posteriormente, en 2014, a la Unidad Orquesta Filarmónica en el cargo auxiliar de higiene.
Entre 2015 y 2017 integró la Secretaría de Cultura del gremio, conduciendo su programa de radio. En septiembre de 2017 asumió el cargo de secretaria general de ADEOM, sucediendo a Facundo Cladera, lo cual aumentó su exposición pública.En 2019 su lista ganó las elecciones gremiales, obteniendo cinco cargos del Secretariado Ejecutivo; y en 2021 obtuvo seis cargos y continuó siendo la agrupación más votada aunque no alcanzó una mayoría. Como cabeza del sindicato, fue crítica de las administraciones frenteamplistas de la Intendencia de Montevideo a cargo de Daniel Martínez y Carolina Cosse.
A fines de 2021 se incorporó a los medios de comunicación como panelista del programa vespertino de debates de Teledoce, Esta boca es mía .En 2022 participó en el concurso de talentos ¿Quién es la máscara? bajo el personaje de «Cactus», siendo la 12. ª desenmascarada. Sirvió como secretaria general de ADEOM hasta su retiro de la actividad sindical en agosto de 2023.Hasta julio de 2024, Ripoll presidió la Federación Nacional de Municipales e integró el Secretariado Ejecutivo de la central sindical PIT-CNT.

## Ámbito político
En 2010, como integrante de ADEOM, Ripoll se afilió al Partido Comunista del Uruguay (PCU), sin embargo en 2017 se desafilió y desvinculó del espacio alegando una posición indulgente del partido respecto de la gestión de Daniel Martínez como intendente de Montevideo, de la cual ella era crítica. Ha manifestado que desde los órganos de poder del partido le solicitaron ser menos dura en sus críticas, debido a que Martínez iba a ser el candidato presidencial del Frente Amplio de cara a las elecciones presidenciales de 2019. Asimismo, tras abandonar el partido, ha denunciado amenazas por parte de dirigentes comunistas, y actos vandálicos en su domicilio particular, debido a lo cual necesitó custodia policial. En agosto de 2023, Ripoll anunció su retiro de la actividad gremial y su salto a la política partidaria, al incorporarse al Partido Nacional. Asimismo confirmó su apoyo a la posible precandidatura de Álvaro Delgado, al tiempo que informó que comenzaría a desempeñarse como asesora bajo pase en comisión, en el escaño de Martín Lema —ocupado por su primera suplente— en la Cámara de Representantes. En enero de 2024 se incorporó oficialmente a la alianza D centro del Partido Nacional.
El 30 de junio de 2024, tras su victoria en las elecciones internas, Álvaro Delgado Ceretta anunció a Ripoll como su candidata a la vicepresidencia para las elecciones generales de ese año. La elección de Ripoll provocó sorpresa entre militantes y dirigentes nacionalistas por su pasado como integrante del Partido Comunista. El expresidente Luis Alberto Lacalle y la senadora Graciela Bianchi manifestaron distintos grados de disconformidad por la designación.
El 10 de agosto de 2024, Ripoll fue confirmada como candidata a la vicepresidencia de la República por la Convención Nacional del Partido Nacional, que también aprobó el programa de gobierno. A finales de septiembre confirmó que encabezaría la Lista 22 como candidata a Representante Nacional por Montevideo.
A lo largo de la campaña, realizó junto a Delgado, conferencias de prensa semanales para anunciar las propuestas del programa de gobierno, y encabezó las recorridas por las localidades del área metropolitana de Montevideo. Asimismo, se confirmó que en caso de llegar a la vicepresidencia, tendría un rol activo en la planificación e implementación de políticas respecto a temas sociales y la discapacidad. El 22 de octubre cerró junto a Delgado, la campaña para las elecciones generales en un mitin en Las Piedras.
En la primera vuelta de las elecciones generales, la fórmula Delgado-Ripoll obtuvo el 26.82% de los votos, quedando en segundo lugar por detrás de la de Orsi-Cosse, que obtuvo el 43.86%. Debido a que ninguna de las fórmulas obtuvo la mayoría absoluta, se convocó a una segunda vuelta de balotaje para el último domingo de noviembre. En los días siguientes, y en el marco del debate presidencial del que participaron Delgado y Orsi, Ripoll criticó la negativa de Carolina Cosse —compañera de fórmula de Orsi—, de no participar de un debate entre las candidatas a la vicepresidencia.
El 20 de noviembre participó, junto a Delgado e integrantes de la Coalición Republicana, del cierre de campaña en el Obelisco a los Constituyentes de Montevideo. El 24 de noviembre de 2024, la fórmula de Delgado y Ripoll obtuvo el 48% de los votos, siendo derrotada en la segunda vuelta electoral.
Tras esto, Ripoll continuó trabajando para el Partido Nacional, en particular la bancada de D Centro en el Parlamento, y en mayo de 2025 retornó como panelista al programa Esta Boca es Mía, al cual ya había sido parte entre 2021 y 2023.